# Gregor Ebner

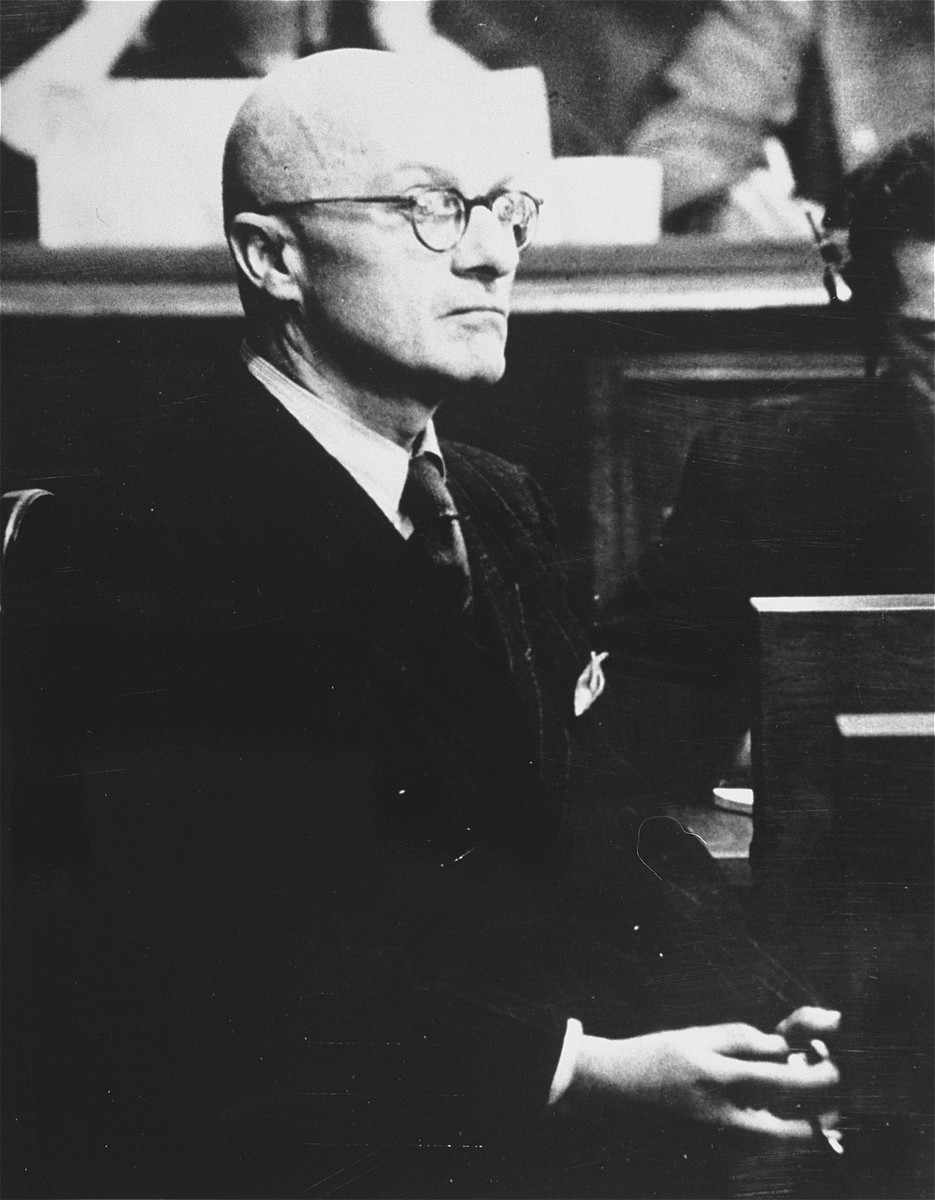
Gregor Ebner w Procesie RuSHA

Gregor Ebner (ur. 1892 w Ichenhausen w Bawarii, zm. 1974) – SS-Oberführer, podczas II wojny światowej był szefem wydziału zdrowia niemieckiej organizacji Lebensborn. Sądzony przez Amerykański Trybunał Wojskowy w tzw. Procesie RuSHA, po którym zwolniony został z obowiązku odbywania kary.